# Przymus alternatywny
Przymus alternatywny w brydżu (ang. "alternative squeeze" lub "either-or squeeze") to odmiana przymusu prostego granego jak przymus podwójny, poniższy diagram wyjaśnia tę sytuację:
```
                       ♠ A K D 3
                       
♥
 K
                       
♦
 -
                       ♣ -
             ♠ -                  ♠ -
             
♥
 A                  
♥
 -
             
♦
 -                  
♦
 A
             ♣ -                  ♣ -
                       ♠ 5 4
                       
♥
 7
                       
♦
 K
                       ♣ A
```

W powyższym przykładzie, W ma asa (zatrzymanie) kier, a E asa (zatrzymanie) karo.  Rozgrywającemu brakuje tylko siedmiu pików, a więc tylko jeden z przeciwników może mieć zatrzymanie pikowe, czyli groźba w tym kolorze nie jest groźbą podwójną (czyli nie jest spełniony warunek aby zaszedł przymus podwójny).  Niemniej, kiedy rozgrywający zagra asa trefl, to niezależnie od tego który z przeciwników ma cztery piki, będzie on zmuszony jednego pika odrzucić aby zatrzymać asa kier lub karo.
Jeżeli W miał cztery piki, to on staje w przymusie, alternatywnie, jeżeli E miał cztery piki, to ten gracz zostaje ustawiony w sytuacji przymusowej.